# Dozór policyjny
Dozór policyjny – środek zapobiegawczy używany w stosunku do oskarżonego lub podejrzanego, który może nałożyć prokurator lub sąd polegający na obowiązku okresowego zgłaszania się do określonego organu dozorującego (np. miejscowej komendy policji), meldowaniu o zmianach pobytu, zakazie opuszczania określonego obszaru (np. terenu danego województwa) oraz innych ograniczeń swobody. Dozór policyjny bywa częściej łączony z innymi środkami zapobiegawczymi, m.in. z zakazem opuszczania kraju. 

## Prawo polskie
Celem dozoru policyjnego jest głównie ułatwienie prowadzenia śledztwa, przewodu prokuratorskiego lub sprawy sądowej, mniej uciążliwe i mniej kosztowne dla Skarbu Państwa niż tymczasowe aresztowanie.
W Polsce zasady stosowania dozoru policyjnego są określone w Kodeksie postępowania karnego. Zgodnie z art. 275 § 2 oddany pod dozór ma obowiązek stosowania się do wymagań zawartych w postanowieniu sądu lub prokuratora. Obowiązek ten może polegać na zakazie opuszczania określonego miejsca pobytu, zgłaszaniu się do organu dozorującego w określonych odstępach czasu, zawiadamianiu go o zamierzonym wyjeździe oraz o terminie powrotu, a także na innych ograniczeniach jego swobody, niezbędnych do wykonywania dozoru.
Często mylony z dozorem policyjnym jest dozór kuratorski, będący środkiem mającym ułatwić resocjalizację skazanego na karę pozbawienia wolności z warunkowym zawieszeniem jej wykonania lub warunkowo przedterminowo zwolnionego z zakładu karnego.

## Historia prawa
W dawniejszych systemach prawa dozór mógł być karą dodatkową z wyroku sądu.
Kodeks Karny Rzeszy Niemieckiej z 15 maja 1871 w § 38 głosił Obok kary na wolności może być orzeczona w wypadkach ustawą przewidzianych dopuszczalność dozoru policyjnego w okresie do 5 lat od chwili odbycia kary pozbawienia wolności. W ramach dozoru policja mogła zabronić pobytu w określonych przez nią miejscowościach, jeśli skazany był cudzoziemcem wydalić go z obszaru państwa, przeszukania w jego domu nie podlegały ograniczeniom co do pory ich odbywania. Dozór mógł być orzekany np. przy  odgrywaniu kierowniczej roli w napaści tłumu na osobę lub mienie (par. 125), za stręczycielstwo (§ 180n), kradzież lub sprzeniewierzenie (§ 248), rozbój lub wymuszenie rozbójnicze (§ 256), kłusownictwo (§ 294).
Rozporządzenie ustawodawcze Prezydenta RP z 24 października 1934 r. dotyczące ochrony  tajemnicy państwowej w art. 5 postanawiało, że w razie skazania za określone w rozporządzeniu przestępstwo popełnione umyślnie na karę ponad rok więzienia, sąd zarządzał, jako środek zabezpieczający, rozciągnięcie nad skazanym dozoru policyjnego na czas od roku do lat 5. Rozciągnięcie dozoru policyjnego pociągało za sobą skutki:
a) powiatowa władza administracji ogólnej mogła oddanemu pod dozór zabronić pobytu w pewnych okręgach lub miejscowościach, bądź wyznaczyć mu miejsce pobytu z tym skutkiem, że opuszczenie wyznaczonej miejscowości dopuszczalne było tylko za jej zezwoleniem;
b) oddany pod dozór obowiązany był zawiadomić powiatową władzę administracji ogólnej w ciągu 6 godzin o zmianie mieszkania lub miejsca pobytu;
c) przesyłki pocztowe, wysyłane przez oddanego pod dozór lub do niego nadchodzące, mogły być przeglądane przez powiatową władzę administracji ogólnej bez nakazu;
d) powiatowa władza administracji ogólnej mogła nakazać oddanemu pod dozór okresowe zgłaszanie się do niej lub do określonej jednostki policyjnej w celu złożenia wyjaśnień na temat swych zajęć, trybu życia i środków utrzymania;
e) władza ta mogła w celu stwierdzenia prawdziwości zeznań oddanego pod dozór wkraczać o każdej porze do jego mieszkania.
Zlekceważenie tych zakazów lub nakazów było wykroczeniem zagrożonym karą aresztu do 3 miesięcy i grzywny do 3 000 złotych, albo jednej z tych kar (art. 23 d Rozporządzenia). Dekret Prezydenta RP z 22 listopada 1938 r. o ochronie niektórych interesów Państwa  w art. 14 wprowadzał taki sam dozór jako środek zabezpieczający w razie skazania za zbrodnie stanu określone w art. 93 - 98 Kodeksu Karnego z 1932.